# 알바로 곤살레스
알바로 라파엘 곤살레스(스페인어: Álvaro Rafael González, 1984년 10월 29일 ~ )는 타타(Tata) 라는 별명으로도 불리는 우루과이의 축구 선수로서, 포지션은 미드필더이다. 현재 데펜소르 스포르팅에서 활약하고 있다. 우루과이 대표팀에서는 풀백으로도 뛴다.

## 수상

### 클럽
보카 주니어스
- 프리메라 디비시온: 2008
- 레코파 수다메리카나: 2008

라치오
- 코파 이탈리아: 2012–13

### 국가대표팀
우루과이
- 2011 코파 아메리카: 우승